# Sjef van den Berg
Sjef van den Berg (Heeswijk-Dinther, 14 april 1995) is een Nederlands handboogschutter. Hij werd vierde bij de Olympische spelen in Rio de Janeiro. Van den Berg schiet rechtshandig. Tijdens de Wereldkampioenschappen van 2019 in 's-Hertogenbosch behaalde Sjef samen met Steve Wijler en Rick van der Ven een quotaplaats voor de Olympische Spelen van 2020, waarmee Sjef grote kans maakt op de tweede Olympische deelname van zijn carrière.
Van den Berg heeft besloten om na de Olympische spelen in Tokio zijn carrière op 26-jarige leeftijd te beeïndigen. Dit heeft hij besloten mede omdat hij in zijn welzijn werd belemmerd door de obsessieve regelzucht van het World Anti-Doping Agency (WADA). Van den Berg kon geen vrijstelling krijgen om medicijnen te gebruiken tegen de zware aanvallen van migraine en clusterhoofdpijn waar hij gemiddeld twee keer per week last van heeft.
Op de Olympische Spelen in Tokio behaalde Van den Berg met het Nederlandse team de vierde plaats bij de landenwedstrijd, samen met zijn ploeggenoten Gijs Broeksma
en Steve Wijler.  In het individuele toernooi werd Van den Berg uitgeschakeld in de zestiende finale.
Voorheen was Van den Berg woonachtig in Sint Anthonis, tegenwoordig woont hij in Doorwerth.